# Moisés Hurtado
Moisés Hurtado (Sabadell, Barcelona, 20 de febrero de 1981) es un exfutbolista y entrenador español que jugaba en la posición de defensa central o de mediocentro defensivo. Actualmente es segundo entrenador del CD Lugo. 
Moisés Hurtado ha sido una de las perlas de la cantera del RCD Espanyol. Formado desde muy joven en la cantera blanquiazul, Hurtado no debutaría con el primer equipo hasta el 11 de mayo de 2002 en el partido que el Espanyol jugó ante el Málaga. Durante los siguientes dos años volvería a jugar con el filial españolista y, en 2004, jugaría en la Segunda División en las filas del Éibar. Sería en 2005 y de la mano de Miguel Ángel Lotina cuando Moisés entraría en la lista del primer equipo del conjunto blanquiazul. Allí consiguió con el club perico su primer título como profesional (la Copa del Rey que el club blanquiazul ganó ante el Real Zaragoza en la final que se jugó en el estadio Santiago Bernabéu en el 2006), y también un subcampeonato de la Copa de la UEFA (que perdió ante el Sevilla FC en la final que se disputó en Glasgow el 16 de mayo de 2007). En 2010 el RCD Espanyol vendió al jugador al Olympiacos FC por la cantidad de dos millones de euros.
El 31 de agosto de 2011 firma por 2 temporadas por el Granada CF al rescindir su contrato.

El 30 de enero de 2013 a escasos minutos para que se cerrara el mercado de invierno, ficha por el Girona FC de la Segunda División de España por lo que resta de temporada y opción a otra más.

Una vez retirado profesionalmente del fútbol profesional como jugador, recupera su carrera de periodista y colabora regularmente con diferentes medios, como radio en Radio Marca y el diario La Grada , 
En el año 2018, cursa estudios de Entrenador en la Real Federación Española de Fútbol, RFEF, y debuta como entrenador del equipo Juvenil A en el club en el que desarrolló los años dorados de su carrera. "Muchas gracias a todos. Es un verdadero honor para mí volver al RCDE, al lugar que lleva el nombre de nuestro eterno Capitán, y solo puedo prometer trabajar como lo hice de jugador: con honestidad y máxima profesionalidad posible por el bien de este Club". . 
En 2019 tiene entrena bajo sus órdenes a Nico Melamed , que emplaza en el carril izquierdo, como parte de su esquema de juego, posición que mantiene en su debut con el primer equipo durante 2020.
Como periodista vocacional, permanece activo en redes. Puedes seguir la actualidad en su cuenta oficial de Twitter

## Clubes
| Club           | País   | Año       |
| -------------- | ------ | --------- |
| RCD Espanyol B | España | 1999-2004 |
| RCD Espanyol   | España | 2002-2004 |
| SD Eibar       | España | 2004-2005 |
| RCD Espanyol   | España | 2005-2010 |
| Olympiacos FC  | Grecia | 2010-2011 |
| Granada CF     | España | 2011-2013 |
| Girona F.C.    | España | 2013-2014 |

## Palmarés
- 1 Super Liga de Grecia: 2011, con el Olympiacos F. C.
- 1 Copa del Rey: 2006, con el Real Club Deportivo Espanyol.